# Lucia Migliaccio
Lucia Migliaccio, duchesse suo jure de Floridia, née le 19 juillet 1770 à Syracuse et morte le 26 avril 1826 à Naples, est la seconde épouse de Ferdinand Ier des Deux-Siciles, mais ne fut jamais reine car leur mariage était morganatique.

## Biographie
Lucia Migliaccio est la fille de Vincenzo Migliaccio, duc de Floridia et duc de San Donato, et de Dorotea Borgia e Rau, des marquis del Casale. Alors qu'elle a cinq ans, son père et son frère décèdent, ce qui fait d'elle l'unique héritière du titre de sa famille, celui de duchesse de Floridia et baronne de la Cavalera.
À 21 ans en 1791, elle épouse à Palerme, en premières noces, Benedetto Grifeo, prince de Partanna avec lequel elle aura sept enfants,. Elle est veuve en 1812.
Entre 1799 et 1801, elle rencontre Ferdinand Ier pour la première fois en Sicile. Le 27 novembre 1814, cinquante jours après la mort de la première épouse du roi, Marie-Caroline d'Autriche, elle épouse Ferdinand Ier, qui a vingt ans de plus qu'elle. Cette union provoqua un scandale considérable. N'étant pas de sang royal, son mariage avec le roi est morganatique, ce qui l'empêche d'obtenir le titre de reine et enlève ses enfants de la ligne de succession au trône. Par prudence le roi avait nommé régent son fils aîné.
En 1816, il lui offre la villa Floridiana à Naples.
Lucia Migliaccio meurt le 26 avril 1826 au palais Partanna sur la piazza dei Martiri à Naples où elle s'est retirée après la mort de son époux en janvier 1825. Elle est enterrée dans l'église San Ferdinando.

## Hommages
- Johann Wolfgang von Goethe lui dédie son Sizilianisches Lied [Chant sicilien][2].
- Giovanni Meli compose une ode en son honneur nommée Ucchiuzzi niuri.
- Dans le parc historique «Lucia Migliaccio » à Floridia se trouve un musée à sa mémoire[3].